# Álmom egy otthon
Az Álmom egy otthon (eredeti cím: American Dreamer) 2022-ben bemutatott amerikai filmvígjáték, amelyet Paul Dektor rendezett és Theodore Melfi írt a A This American Life című rádióműsor egyik szegmense alapján. A főbb szerepekben Peter Dinklage, Shirley MacLaine, Kimberly Quinn, Danny Pudi, Danny Glover és Matt Dillon látható.
A filmet 2022. június 11-én mutatták be a Tribeca Filmfesztiválon. Amerikában 2024. március 8-án jelent meg. Magyarországon a HBO Max mutatta be 2024. szeptember 5-én.

## Cselekmény
Dr. Phil Loder tétlen életet él alulfizetett közgazdasági adjunktusként. Nagy álma, hogy saját háza legyen, de nincsenek meg az anyagi lehetőségei a szomszédságában lévő, többnyire milliókat érő villák megvásárlására. Az egyik nap véletlenül rábukkan egy hirdetésre, amelyben egy idős hölgy egy 5 millió dolláros ingatlant kínál mindössze 240 000 dollárért. Két feltételnek kell megfelelni: Az előző tulajdonos élethosszig tartó lakhatási jogot kap az ingatlanban, a vevő pedig a szomszédos lepukkant lakásban lakik ennek idejére.
Az álmoktól elcsábulva, és mivel úgy véli, az előző tulajdonos törékeny és rokonok nélkül maradt, Loder elfogadja az ajánlatot. Társa, az ingatlanügynök Dell bátorítja, aki az özvegy Astridot az ujja köré csavarta.
A kiábrándulás a nyomában jár. A szomszédos lakás, amelybe Loder beköltözik, sürgős felújításra szorul. A szerződés szerint minden költséget magának kell állnia. Ráadásul Astrid korántsem kerekesszékben ül, kiváló egészségnek örvend, és a jelek szerint rengeteg gyermeke van. Az egyik ilyen gyermek, Maggie, aki ügyvéd, már az első találkozásukkor világossá teszi Loder számára, hogy a ház soha nem lesz az övé. A szerződést megtámadják, és aligha állná meg a helyét a bíróságon.
Loder-ben összeomlik a világ, aki minden megtakarítását a házba fektette. A ház asszonyának állandó sivalkodása is megviseli, bár egyre jobban megkedveli a pimasz hölgyet. Mivel kétségbeesésében számos határt átlép, kirúgják az egyetemről, és nem marad semmije.
Ennek ellenére flörtöl a vonzó Maggie-vel, aki legalább egy kis megegyezést kínál neki. Alternatíva híján beleegyezik. Amikor Astrid váratlanul meghal, Lodernek rövid időn belül ki kell ürítenie a lakását. Miközben még a költöztetőautóban ül, véletlenül Astrid temetési szertartása mellett hajt el, és spontán úgy dönt, részt vesz rajta. Kiderült, Astrid évente nyári táborokat szervezett a birtokán a migránsok és rászorulók gyermekei számára, akik anyafiguraként tekintettek rá egészen felnőttkorukig.
Loder Maggie-t is meglátja ott, és egy szót sem szólnak egymáshoz. Loder lesz a ház új tulajdonosa. Az Astriddal kötött szerződés érvényes, mivel nincsenek biológiai gyermekei vagy rokonai. Azonban megengedi Astrid „gyermekeinek”, hogy az elhunyt szellemében továbbra is használhassák az ingatlant. A film végén Loder visszautasítja Dell minden ajánlatát, hogy nagy haszonnal adja el az ingatlant.

## Szereplők
| Szerep             | Színész          | Magyar hang    |
| ------------------ | ---------------- | -------------- |
| Dr. Phil Loder     | Peter Dinklage   | Láng Balázs    |
| Astrid             | Shirley MacLaine | Szabó Éva      |
| Maggie             | Kimberly Quinn   | Major Melinda  |
| Craig              | Danny Pudi       | Hamvas Dániel  |
| Dell               | Matt Dillon      | Kőszegi Ákos   |
| Jerry              | Danny Glover     | Papp János     |
| Clare              | Michelle Mylett  | Mikecz Estilla |
| Burt rendőrtiszt   | Peter Kelamis    |                |
| Beatrice / Babette | Rebecca Olson    |                |
| Nicolai            | Garry Chalk      |                |
| Dr. Turpin         | Peter New        |                |

### Magyar változat
- Magyar szöveg: Szojka László
- Hangmérnök és vágó: Papp Krisztián
- Gyártásvezető: Masoll Ildikó
- Szinkronrendező: Kemendi Balázs

A szinkront a Direct Dub Studios készítette el.

## A film készítése
Az Álmom egy otthon című független filmet először 2021. február 2-án jelentették be, Peter Dinklage, Shirley MacLaine és Kimberly Quinn főszereplésével. Márciusban Danny Glover, Matt Dillon, Danny Pudi és Michelle Mylett csatlakozott a stábhoz; a forgatás március 15-én kezdődött Vancouverben, és 2021. április 16-án fejeződött volna be. A forgatásra Brit Columbiában is sor került, ahol a Brit Columbia Parlament épületeinek egyes részeit „Brockton Egyetem”-mé alakították át, mivel a film Massachusetts-ben játszódik.

## Bemutató
Az Álmom egy otthon világpremierje a Tribeca Filmfesztiválon volt 2022. június 11-én. Az Amerikai Egyesült Államokban a Vertical Entertainment adta ki 2024. március 8-án.